# Râșca, Cluj
Râșca là một xã thuộc hạt Cluj, România. Dân số thời điểm năm 2002 là 1767 người.